# 54e Primetime Emmy Awards
De 54e Primetime Emmy Awards, waarbij prijzen werden uitgereikt in verschillende categorieën voor de beste Amerikaanse televisieprogramma's die in primetime werden uitgezonden tijdens het televisieseizoen 2001-2002, vond plaats op 22 september 2002 in het Shrine Auditorium in Los Angeles, Californië. De ceremonie werd gepresenteerd door Conan O'Brien.

## Winnaars en nominaties - televisieprogramma's
(De winnaars staan bovenaan in vet lettertype.)

#### Dramaserie
(Outstanding Drama Series)
- The West Wing
  - 24
  - CSI: Crime Scene Investigation
  - Law & Order
  - Six Feet Under

#### Komische serie
(Outstanding Comedy Series)
- Friends
  - Curb Your Enthusiasm
  - Everybody Loves Raymond
  - Sex and the City
  - Will & Grace

#### Miniserie
(Outstanding Mini Series)
- Band of Brothers
  - Dinotopia
  - The Mists of Avalon
  - Shackleton

#### Televisiefilm
(Outstanding Made for Television Movie)
- The Gathering Storm
  - Dinner With Friends
  - James Dean
  - The Laramie Project
  - Path to War

#### Varieté-, Muziek- of komische show
(Outstanding Variety, Music or Comedy Series)
- Late show with David Letterman
  - The Daily Show with Jon Stewart
  - Politically Incorrect with Bill Maher
  - Saturday Night Live
  - The Tonight Show with Jay Leno

#### Reality
(Outstanding Non-Fiction Program - Reality)
- The Osbournes
  - American High
  - Frontier House
  - Project Greenlight
  - Taxicab Confessions
  - Trauma: Life in the E.R.

## Winnaars en nominaties - acteurs

### Hoofdrollen

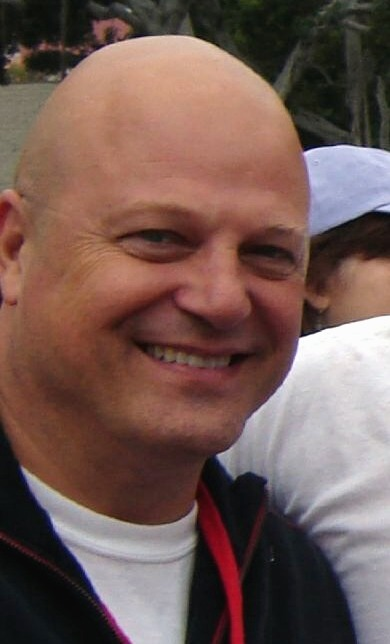
Michael Chiklis (The Shield), winnaar mannelijke hoofdrol in een dramaserie

#### Mannelijke hoofdrol in een dramaserie
(Outstanding Lead Actor in a Drama Series)
- Michael Chiklis als Detective Vic Mackey in The Shield
  - Michael C. Hall als David Fisher in Six Feet Under
  - Peter Krause als Nate Fisher in Six Feet Under
  - Martin Sheen als Josiah Bartlet in The West Wing
  - Kiefer Sutherland als Jack Bauer in 24

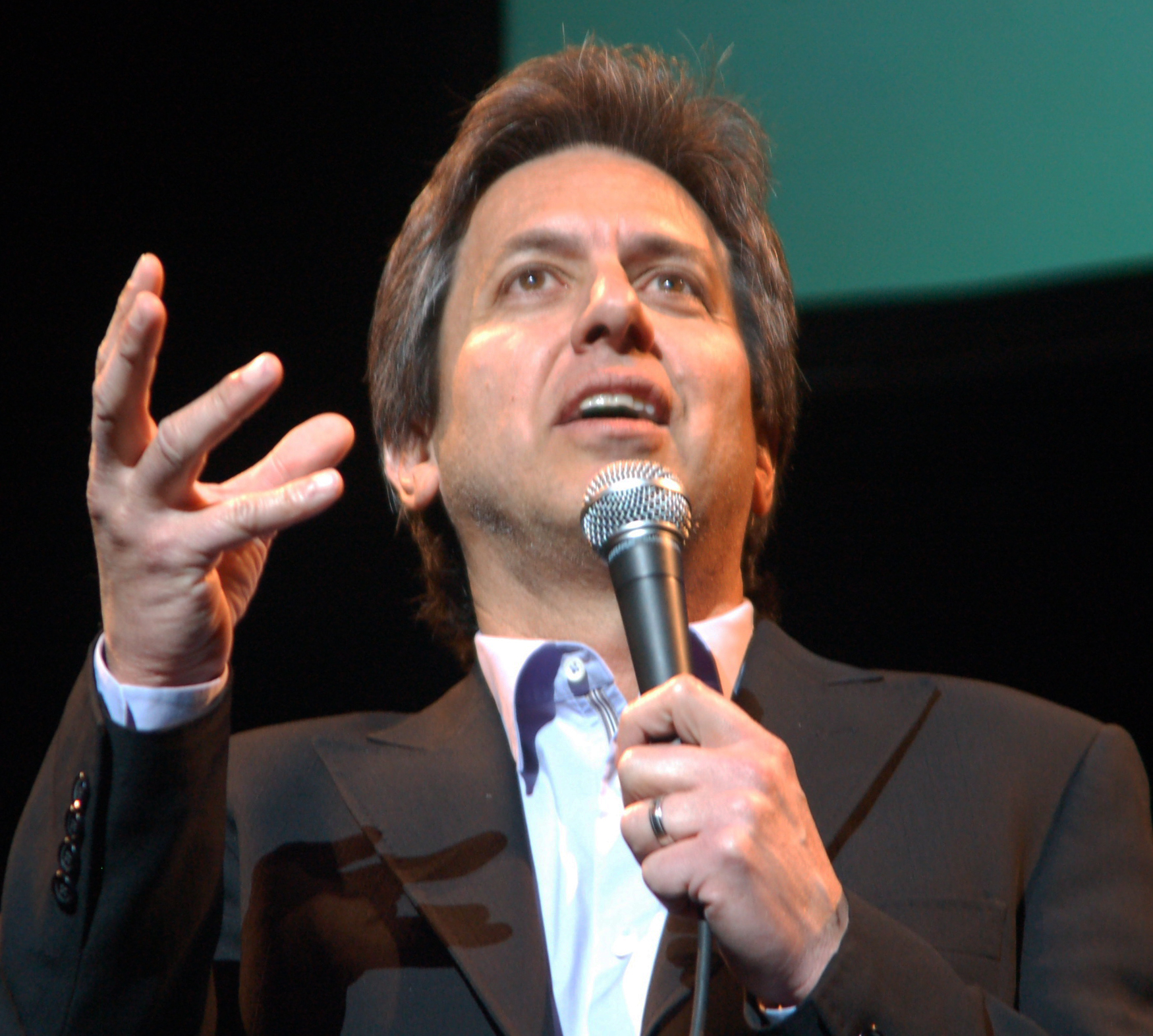
Ray Romano (Everybody Loves Raymond), winnaar mannelijke hoofdrol in een komische serie

#### Mannelijke hoofdrol in een komische serie
(Outstanding Lead Actor in a Comedy Series)
- Ray Romano als Raymond Barone in Everybody Loves Raymond
  - Kelsey Grammer als Frasier Crane in Frasier
  - Matt LeBlanc als Joey Tribianni in Friends
  - Bernie Mac, The Bernie Mac Show
  - Matthew Perry als Chandler Bing in Friends

#### Mannelijke hoofdrol in een miniserie of televisiefilm
(Outstanding Lead Actor in a Miniseries or Movie)
- Albert Finney als Winston Churchill in The Gathering Storm
  - James Franco als James Dean in James Dean
  - Michael Gambon als Lyndon B. Johnson in Path to War
  - Kenneth Branagh als Ernest Shackleton in Shackleton
  - Beau Bridges als Michael Mulvaney in We Were the Mulvaneys

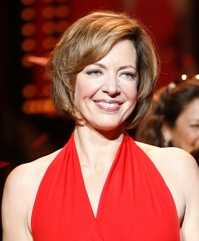
Allison Janney (The West Wing), winnaar vrouwelijke hoofdrol in een dramaserie

#### Vrouwelijke hoofdrol in een dramaserie
(Outstanding Lead Actress in a Drama Series)
- Allison Janney als C. J. Cregg in The West Wing
  - Amy Brenneman als Amy Gray in Judging Amy
  - Frances Conroy als Ruth Fisher in Six Feet Under
  - Jennifer Garner als Sydney Bristow in Alias
  - Rachel Griffiths als Brenda Chenowith in Six Feet Under

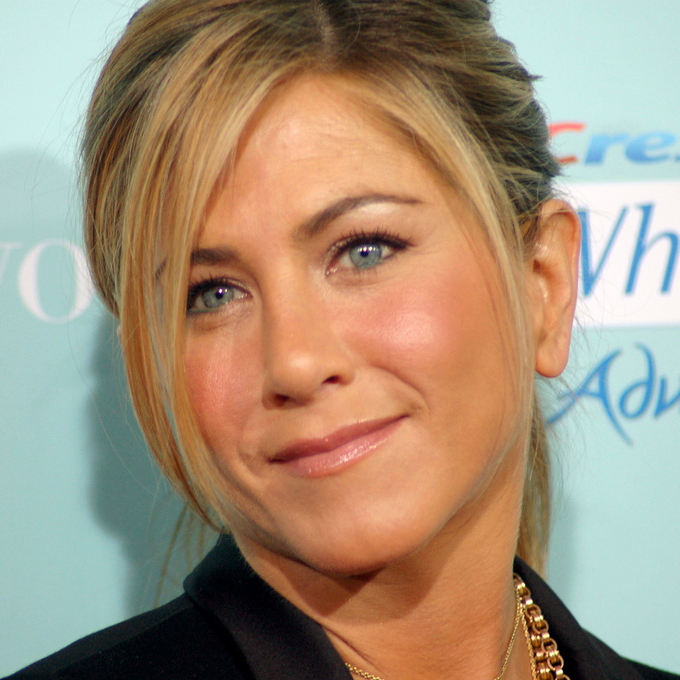
Jennifer Aniston (Friends), winnaar vrouwelijke hoofdrol in een komische serie

#### Vrouwelijke hoofdrol in een komische serie
(Outstanding Lead Actress in a Comedy Series)
- Jennifer Aniston als Rachel Green on Friends
  - Patricia Heaton als Debra Barone on Everybody Loves Raymond
  - Jane Kaczmarek als Lois Wilkerson on Malcolm in the Middle
  - Debra Messing als Grace Adler on Will & Grace
  - Sarah Jessica Parker als Carrie Bradshaw on Sex and the City

#### Vrouwelijke hoofdrol in een miniserie of televisiefilm
(Outstanding Lead Actress in a Miniseries or a Movie)
- Laura Linney als Iris Bravard in Wild Iris
  - Vanessa Redgrave als Clementine Churchill in The Gathering Storm
  - Angela Bassett als Rosa Parks in The Rosa Parks Story
  - Blythe Danner als Corinne Mulvaney in We Were the Mulvaneys
  - Gena Rowlands als Minnie Brinn in Wild Iris

### Bijrollen

#### Mannelijke bijrol in een dramaserie
(Outstanding Supporting Actor in a Drama Series)
- John Spencer als Leo McGarry  in The West Wing
  - Victor Garber als Jack Bristow in Alias
  - Dule Hill als Charlie Young in The West Wing
  - Freddy Rodriguez als Federico Diaz inSix Feet Under
  - Richard Schiff als Toby Ziegler in The West Wing
  - Bradley Whitford als Josh Lyman in The West Wing

#### Mannelijke bijrol in een komische serie
(Outstanding Supporting Actor in a Comedy Series)
- Brad Garrett als Robert Barone in Everybody Loves Raymond
  - Peter Boyle als Frank Barone in Everybody Loves Raymond
  - Bryan Cranston als Hal Wilkerson in Malcolm in the Middle
  - Sean Hayes als Jack McFarland in Will & Grace
  - David Hyde Pierce als Niles Crane in Frasier

#### Mannelijke bijrol in een miniserie of televisiefilm
(Outstanding Supporting Actor in a Miniseries or Movie)
- Michael Moriarty als Winton Dean in James Dean.
  - Alec Baldwin als Robert McNamara in Path to War
  - Jim Broadbent als Desmond Morton in The Gathering Storm
  - Don Cheadle als Chuck in Things Behind the Sun
  - Jon Voight als Jürgen Stroop in Uprising

#### Vrouwelijke bijrol in een dramaserie
(Outstanding Supporting Actress in a Drama Series)
- Stockard Channing als Abigail Bartlet in The West Wing
  - Lauren Ambrose als Claire Fisher in Six Feet Under
  - Tyne Daly als Maxine Gray in Judging Amy
  - Janel Moloney als Donna Moss in The West Wing
  - Mary-Louise Parker als Amy Gardner in The West Wing

#### Vrouwelijke bijrol in een komische serie
(Outstanding Supporting Actress in a Comedy Series)
- Doris Roberts als Marie Barone in Everybody Loves Raymond
  - Kim Cattrall als Samantha Jones in Sex and the City
  - Wendie Malick als Nina Van Horn in Just Shoot Me!
  - Megan Mullally als [Karen Walker in Will & Grace
  - Cynthia Nixon als Miranda Hobbes in Sex and the City

#### Vrouwelijke bijrol in een miniserie of televisiefilm
(Outstanding Supporting Actress in a Miniseries or Movie)
- Stockard Channing als Judy Shepard in The Matthew Shepard Story
  - Sissy Spacek als Zelda Fitzgerald in Last Call
  - Joan Allen als Morgause in The Mists of Avalon
  - Anjelica Huston als Viviane in The Mists of Avalon
  - Diana Rigg als Lezhen in Victoria & Albert

### Gastrollen

#### Mannelijke gastrol in een dramaserie
(Outstanding Guest Actor in a Drama Series)
- Charles S. Dutton als Leonard Marshall in The Practice
  - John Larroquette als Joey Heric in The Practice
  - Ron Silver als Bruno Gianelli in The West Wing
  - Tim Matheson als John Hoynes in The West Wing
  - Mark Harmon als Simon Donovan in The West Wing

#### Mannelijke gastrol in een komische serie
(Outstanding Guest Actor in a Comedy Series)
- Anthony LaPaglia als Simon Moon in Frasier
  - Adam Arkin als Tom in Frasier
  - Brian Cox als Harry Moon in Frasier
  - Brad Pitt als Will Colbert in Friends
  - Michael Douglas als Detective Gavin Hatch in Will & Grace

#### Vrouwelijke gastrol in een dramaserie
(Outstanding Guest Actress in a Drama Series)
- Patricia Clarkson als Sarah O'Connor in Six Feet Under
  - Mary McDonnell als Eleanor Carter in ER
  - Martha Plimpton als Claire Rinato in Law & Order: Special Victims Unit
  - Lili Taylor als Lisa in Six Feet Under
  - Illeana Douglas als Angela in Six Feet Under

#### Vrouwelijke gastrol in een komische serie
(Outstanding Guest Actress in a Comedy Series)
- Cloris Leachman als Ida in Malcolm in the Middle
  - Katherine Helmond als Lois in Everybody Loves Raymond
  - Susan Sarandon als Meg in Malcolm in the Middle
  - Frances Sternhagen als Bunny McDougal in Sex and the City
  - Glenn Close als Sanny in Will & Grace